# Afrikai nemzetek kupája
Az afrikai nemzetek kupája a kontinens legrangosabb labdarúgó eseménye. Az afrikai válogatottak nevezhetnek be a tornára. Az első ilyen versenyt 1957-ben, Szudánban rendezték meg, a döntőt Egyiptom és Etiópia játszotta, ahol az előbbi győzött 4–0-ra.
A tornát kétévente rendezik meg.

## Története
Az első tornán mindössze 3 csapat vett részt, ugyanis a negyedik résztvevő Dél-afrikai Köztársaságot kizárták az apartheid miatt. Ez a szám azonban fokozatosan növekedett, így ma már selejtezőkre van szükség, hogy az induló szinte összes afrikai ország közül kiválasszák a legjobb 16-ot. 1961-ben, illetve 1967-ben politikai okok miatt nem sikerült megrendezni a tornát (mindkét esetben egy évvel később tartották meg). Így 1968-tól a páros években mérhették össze a tudásukat a csapatok. 2010. május 16-án az Afrikai Labdarúgó-szövetség úgy döntött, hogy 2013-tól a páratlan években rendezik az afrikai nemzetek kupáját, így a 2014-re tervezett torna már 2013-ban került megrendezésre.

## A bajnokság menete
A selejtezők után a tornára 24 ország válogatottja jut be. A csapatokat hat csoportba osztják (A-F), a csoportmérkőzéseken az első két helyezett jut tovább. A győzelemért 3, a döntetlenért 1 pont jár a vereségért, értelemszerűen 0. 
A csoportmérkőzések után egyenes kieséses rendszerben jönnek a nyolcaddöntők, melyen a tizenhat továbbjutott csapat vesz részt. Ezeket a negyed, majd az elődöntők követik, majd a mérkőzés a harmadik helyért, végül pedig a döntő. A torna körülbelül 21–24 napig tart.

## A torna győztesei
| Bajnokság | Ország                  | Év(ek)                                   |
| --------- | ----------------------- | ---------------------------------------- |
| 7         | Egyiptom                | 1957, 1959, 1986, 1998, 2006, 2008, 2010 |
| 5         | Kamerun                 | 1984, 1988, 2000, 2002, 2017             |
| 4         | Ghána                   | 1963, 1965, 1978, 1982                   |
| 3         | Elefántcsontpart        | 1992, 2015, 2023                         |
| 3         | Nigéria                 | 1980, 1994, 2013                         |
| 2         | Zaire (ma Kongói DK)    | 1968, 1974                               |
| 2         | Algéria                 | 1990, 2019                               |
| 1         | Etiópia                 | 1962                                     |
| 1         | Szudán                  | 1970                                     |
| 1         | Kongó                   | 1972                                     |
| 1         | Marokkó                 | 1976                                     |
| 1         | Dél-afrikai Köztársaság | 1996                                     |
| 1         | Tunézia                 | 2004                                     |
| 1         | Zambia                  | 2012                                     |
| 1         | Szenegál                | 2021                                     |

## Összegzés
| Év   | Helyszín                    | Döntő                       | Döntő                 | Döntő                       | Harmadik helyért            | Harmadik helyért                           | Harmadik helyért                           |
| Év   | Helyszín                    | Győztes                     | Eredmény              | Második hely                | Harmadik hely               | Eredmény                                   | Negyedik hely                              |
| ---- | --------------------------- | --------------------------- | --------------------- | --------------------------- | --------------------------- | ------------------------------------------ | ------------------------------------------ |
| 1957 | · Szudán                    | · Egyiptom                  | 4–0                   | · Etiópia                   | · Szudán                    | (Dél-afrikai Köztársaság diszkvalifikálva) | (Dél-afrikai Köztársaság diszkvalifikálva) |
| 1959 | · Egyesült Arab Köztársaság | · Egyesült Arab Köztársaság | 2–1                   | · Szudán                    | · Etiópia                   | (összesen 3 résztvevő volt)                | (összesen 3 résztvevő volt)                |
| 1962 | · Etiópia                   | · Etiópia                   | 4–2 (h.u.)            | · Egyesült Arab Köztársaság | · Tunézia                   | 3–0                                        | · Uganda                                   |
| 1963 | · Ghána                     | · Ghána                     | 3–0                   | · Szudán                    | · Egyesült Arab Köztársaság | 3–0                                        | · Etiópia                                  |
| 1965 | · Tunézia                   | · Ghána                     | 3–2 (h.u.)            | · Tunézia                   | · Elefántcsontpart          | 1–0                                        | · Szenegál                                 |
| 1968 | · Etiópia                   | · Kongó-Kinshasa            | 1–0                   | · Ghána                     | · Elefántcsontpart          | 1–0                                        | · Etiópia                                  |
| 1970 | · Szudán                    | · Szudán                    | 1–0                   | · Ghána                     | · Egyesült Arab Köztársaság | 3–1                                        | · Elefántcsontpart                         |
| 1972 | · Kamerun                   | · Kongó-Brazzaville         | 3–2                   | · Mali                      | · Kamerun                   | 5–2                                        | · Zaire                                    |
| 1974 | · Egyiptom                  | · Zaire                     | 2–2 (h.u.) újra: 2–0  | · Zambia                    | · Egyiptom                  | 4–0                                        | · Kongó-Brazzaville                        |
| 1976 | · Etiópia                   | · Marokkó                   | 1–1 (körm.)           | · Guinea                    | · Nigéria                   | 3–2 (körm.)                                | · Egyiptom                                 |
| 1978 | · Ghána                     | · Ghána                     | 2–0                   | · Uganda                    | · Nigéria                   | 2–0                                        | · Tunézia                                  |
| 1980 | · Nigéria                   | · Nigéria                   | 3–0                   | · Algéria                   | · Marokkó                   | 2–0                                        | · Egyiptom                                 |
| 1982 | · Líbia                     | · Ghána                     | 1–1 (h.u.) ti.: 7–6   | · Líbia                     | · Zambia                    | 2–0                                        | · Algéria                                  |
| 1984 | · Elefántcsontpart          | · Kamerun                   | 3–1                   | · Nigéria                   | · Algéria                   | 3–1                                        | · Egyiptom                                 |
| 1986 | · Egyiptom                  | · Egyiptom                  | 0–0 (h.u.) ti.: 5–4   | · Kamerun                   | · Elefántcsontpart          | 3–2                                        | · Marokkó                                  |
| 1988 | · Marokkó                   | · Kamerun                   | 1–0                   | · Nigéria                   | · Algéria                   | 1–1 (h.u.) ti.: 4–3                        | · Marokkó                                  |
| 1990 | · Algéria                   | · Algéria                   | 1–0                   | · Nigéria                   | · Zambia                    | 1–0                                        | · Szenegál                                 |
| 1992 | · Szenegál                  | · Elefántcsontpart          | 0–0 (h.u.) ti.: 11–10 | · Ghána                     | · Nigéria                   | 2–1                                        | · Kamerun                                  |
| 1994 | · Tunézia                   | · Nigéria                   | 2–1                   | · Zambia                    | · Elefántcsontpart          | 3–1                                        | · Mali                                     |
| 1996 | · Dél-afrikai Köztársaság   | · Dél-afrikai Köztársaság   | 2–0                   | · Tunézia                   | · Zambia                    | 1–0                                        | · Ghána                                    |
| 1998 | · Burkina Faso              | · Egyiptom                  | 2–0                   | · Dél-afrikai Köztársaság   | · Kongói DK                 | 4–4 ti.: 4–1                               | · Burkina Faso                             |
| 2000 | Ghána · Nigéria             | · Kamerun                   | 2–2 (h.u.) ti.: 4–3   | · Nigéria                   | · Dél-afrikai Köztársaság   | 2–2 (h.u.) ti.: 4–3                        | · Tunézia                                  |
| 2002 | · Mali                      | · Kamerun                   | 0–0 (h.u.) ti.: 3–2   | · Szenegál                  | · Nigéria                   | 1–0                                        | · Mali                                     |
| 2004 | · Tunézia                   | · Tunézia                   | 2–1                   | · Marokkó                   | · Nigéria                   | 2–1                                        | · Mali                                     |
| 2006 | · Egyiptom                  | · Egyiptom                  | 0–0 (h.u.) ti.: 4–2   | · Elefántcsontpart          | · Nigéria                   | 1–0                                        | · Szenegál                                 |
| 2008 | · Ghána                     | · Egyiptom                  | 1–0                   | · Kamerun                   | · Ghána                     | 4–2                                        | · Elefántcsontpart                         |
| 2010 | · Angola                    | · Egyiptom                  | 1–0                   | · Ghána                     | · Nigéria                   | 1–0                                        | · Algéria                                  |
| 2012 | Gabon · Egyenlítői-Guinea   | · Zambia                    | 0–0 (h.u.) ti.: 8–7   | · Elefántcsontpart          | · Mali                      | 2–0                                        | · Ghána                                    |
| 2013 | · Dél-afrikai Köztársaság   | · Nigéria                   | 1–0                   | · Burkina Faso              | · Mali                      | 3–1                                        | · Ghána                                    |
| 2015 | · Egyenlítői-Guinea         | · Elefántcsontpart          | 0–0 (h.u.) ti.: 9–8   | · Ghána                     | · Kongói DK                 | 0–0 (h.u.) ti.: 4–2                        | · Egyenlítői-Guinea                        |
| 2017 | · Gabon                     | · Kamerun                   | 2–1                   | · Egyiptom                  | · Burkina Faso              | 1–0                                        | · Ghána                                    |
| 2019 | · Egyiptom                  | · Algéria                   | 1–0                   | · Szenegál                  | · Nigéria                   | 1–0                                        | · Tunézia                                  |
| 2021 | · Kamerun                   | · Szenegál                  | 0–0 (h.u.) ti.: 4–2   | · Egyiptom                  | · Kamerun                   | 3–3 (h.u.) ti.: 5–3                        | · Burkina Faso                             |
| 2023 | · Elefántcsontpart          | · Elefántcsontpart          | 2–1                   | · Nigéria                   | · Dél-afrikai Köztársaság   | 0–0 (h.u.) ti.: 6–5                        | · Kongói DK                                |

### Összesített éremtáblázat
Az éremtáblázat az 1957 és 2023 között megrendezett afrikai nemzetek kupája tornák érmeseit tartalmazza.
| Helyezés | Nemzet                  | Arany | Ezüst | Bronz | Összesen |
| -------- | ----------------------- | ----- | ----- | ----- | -------- |
| 1.       | Egyiptom                | 7     | 3     | 3     | 13       |
| 2.       | Kamerun                 | 5     | 2     | 2     | 9        |
| 3.       | Ghána                   | 4     | 5     | 1     | 10       |
| 4.       | Nigéria                 | 3     | 5     | 8     | 16       |
| 5.       | Elefántcsontpart        | 3     | 2     | 4     | 9        |
| 6.       | Algéria                 | 2     | 1     | 2     | 5        |
| 7.       | Kongói DK               | 2     | 0     | 2     | 4        |
| 8.       | Zambia                  | 1     | 2     | 3     | 6        |
| 9.       | Szudán                  | 1     | 2     | 1     | 4        |
| 9.       | Tunézia                 | 1     | 2     | 1     | 4        |
| 11.      | Szenegál                | 1     | 2     | 0     | 3        |
| 12.      | Dél-afrikai Köztársaság | 1     | 1     | 2     | 4        |
| 13.      | Etiópia                 | 1     | 1     | 1     | 3        |
| 13.      | Marokkó                 | 1     | 1     | 1     | 3        |
| 15.      | Kongó                   | 1     | 0     | 0     | 1        |
| 16.      | Mali                    | 0     | 1     | 2     | 3        |
| 17.      | Burkina Faso            | 0     | 1     | 1     | 2        |
| 18.      | Guinea                  | 0     | 1     | 0     | 1        |
| 18.      | Líbia                   | 0     | 1     | 0     | 1        |
| 18.      | Uganda                  | 0     | 1     | 0     | 1        |
|          |                         |       |       |       |          |
| Összesen | Összesen                | 34    | 34    | 34    | 102      |

## Lásd még
- FIFA-országkódok listája